# Francesc Borràs Soler
Francesc Borràs Soler (Reus, 20 de desembre de 1859 - Madrid, 27 de febrer de 1928) va ser un arquitecte català.

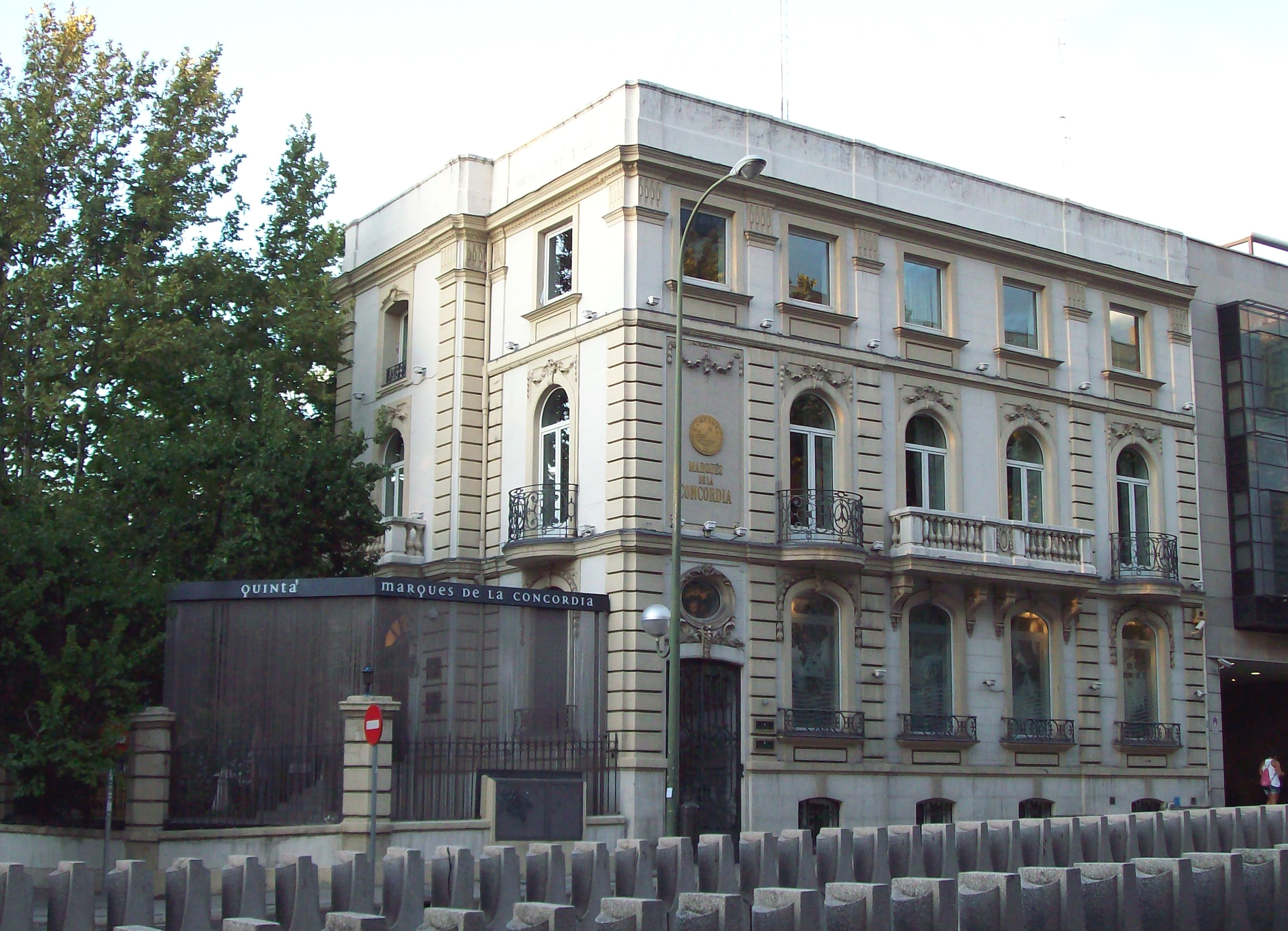
Palacete Borrás, obra de Francesc Borràs Soler. Madrid

Va aconseguir el títol el 1884, i va ser arquitecte municipal de Reus quan va morir l'anterior arquitecte Sebastià Cabot. A Reus va redactar el projecte de l'escorxador municipal, que no arribaria a realitzar del tot, sinó que ho va fer el seu successor en el càrrec Pere Caselles. Va intervenir com a facultatiu en el concurs del monument al general Prim.
Va renunciar a la plaça d'arquitecte municipal per uns afers poc coneguts que Josep Cruset, periodista i investigador, resumeix així: Reclamava una compensació econòmica extraordinària per les despeses que havia tingut quan redactava el projecte de l'Escorxador Municipal l'any 1889. El conflicte que va tenir amb l'alcalde, llarg i accidentat, es creu que va ser el motiu de la dimissió de Francesc Borràs com a arquitecte municipal.
Però hi va haver un altre episodi que va accelerar els fets, segons diu Cruset: el van intentar assassinar el 17 de desembre de 1890. Borràs sortia de l'Ajuntament cap a la una del migdia i pujava pel carrer de Monterols. L'industrial Salvador Oliva Baget, de seixanta anys, que anava vestit amb una capa, el seguia, i a la cantonada amb la plaça de Prim, va treure  un revòlver amb el que el va apuntar al clatell i va disparar. Borràs va notar que hi havia algú a prop seu i es va girar, cosa que li va salvar la vida, perquè la bala li va passar fregant el crani ferint-lo lleument. Borràs va arrencar a córrer cridant i demanant que detinguessin l’agressor, que va anar caminant lentament fins a la porta del Palau Miró, llavors Hotel de Londres. Allà va treure un altre cop el revòlver i intenta suïcidar-se, però l'arma li falla. Va córrer entre l'alarma dels ciutadans fins al raval de Jesús, on va posar fi a la seva vida amb un tret al cap. Sembla que l'origen de tot va ser un plet entre Oliva i Borràs per un dèficit en la construcció d'una casa que Borràs no havia acabat.
Borràs va marxar a Madrid, des d'on va dirigir la construcció de la Casa Boule, a Reus, al carrer de Llovera A la capital de l'estat espanyol va realitzar diverses obres, totes dins d'un estil racionalista i classicista, com per exemple el 1905 la seu de l'editorial La España Moderna, fundada per Lázaro Galdiano, de qui era amic, el "Palacete Borrás", al carrer de Maria de Molina, o la "Fàbrica Osram" entre el 1914 i el 1916, en col·laboració amb l'arquitecte Alberto de Palacio. Va morir el 1928 després de ser atropellat per un turisme.